# Sogdià de Pèrsia
Sogdià (en llatí Sogdianus, en grec antic Σογδιανός) va ser "Rei de reis" de l'Imperi Persa l'any 424 aC, durant uns sis mesos i mig. Ctèsies de Cnidos l'anomena Secundià (Secundianus, Σεκυνδιανός).
Va ser un dels fills il·legítims d'Artaxerxes I de Pèrsia i de la seva concubina Alogine de Babel. Mort el seu pare el tron va passar a Xerxes II de Pèrsia, el fill legítim, però Sogdià es va proclamar rei i la regió de la Susiana el va reconèixer. El febrer del 423 aC, va fer matar son germanastre Xerxes II, que l'havien reconegut a Persèpolis, al cap de dos mesos de que prengués possessió.
El 10 de gener del 423 aC un altre germanastre, Darios II, anomenat Ocos, sàtrapa d'Hircània, ja feia servir el títol de "Rei de reis" però probablement no era encara reconegut per cap més satrapia que la seva. Sogdià, després de la mort de Xerxes, va ser reconegut com a rei a Mèdia, Babilònia i Egipte però no va governar gaire temps. Ocos el va fer assassinar al cap de poc temps, potser al mes de juliol del 423 aC, i va assolir el tron amb el nom de Darios II de Pèrsia.